# Амерички кокер шпанијел
Амерички кокер шпанијел је раса пса, типа шпанијел, поријеклом из САД. Првенствено намијењен за лов ситне дивљачи, међутим, данас у великој већини случајева изврстан кућни љубимац.

## Основно
- Животни вијек од 9 до 15 година
- Мужјак
  - Висина од 36 до 39 цм
  - Тежина од 11 до 13
- Женка
  - Висина од 34 до 37 цм
  - Тежина од 11 до 13

## Спољашњост
Прелијепи шпанијел са дугим, објешеним ушима, заобљеном главом и обилном свиленом длаком средње дужине. Њушка је широка и дубока са пространом чељусти. Горња усна је објешена, покривајући цијелу доњу вилицу. Зуби су снажни и морају имати маказасти загриз. Врх њушке је увијек црн на црним псима, али може бити смеђе боје на осталим бојама паса. Очи су обле и постављене тако да увије имају поглед напријед. Тијело је компактно, са кратким вратом. Горња линија полако пада према доле од гребена према коријену репа. Предње ноге су праве, добро кошчате. Пети прст на шапама (са задње стране ноге, не додирује земљу) треба да буде одстрањен. Боја крзна може бити блиједа мркожута, црна или у некој другој једнобојној варијанти, затим црна са палежом (као код добермана и ротвајлера) и вишебојна (бијела са црним, бијела са мркоћутом или црвеном, бијела са црном и палежом). Реп је купиран на 2/5 оригиналне дужине, пас га носи у нивоу са леђима и константно је у покрету. Пољски тип ове расе има краће крзно због лова у жбуњу, а такође има и бољи ловачки инстинкт. Оба типа америчког кокера су одлични љубимци.

## Темперамент
Увије спреман за рад и игру, амерички кокер шпанијел је једнако добар као ловачки пас и као љубимац. Весео и осјећајан пас, велики пријатељ дјеце увијек поштујући власников ауторитет. Умиљат, њежан и весео, што показује непрестаним махањем репа. Интелигенција америчког кокера је просјечна. Иако је живахан и разигран пас, потребно је социјализовати га како би се избјегла срамежљивост и повученост. Кокери воле људе и потребни су им да би били срећни. Понекад их је тешко научити кућним правилима укључујући и лајање у кући. У сваком случају, већина их се лако истренира и већина се добро слаже са другим животињама.
Како је ово у свијету веома популарна раса, постоји велика потражња за овом расом, што ствара и могућност лошег одгојног процеса због жеље за што већом и бољом зарадом. У овим случајевима се појављују јединке са лошим карактером и промјенама расположења, што у комбинацији са срамежљивости, страхом и доминацијом ствара веома злог пса. Код оваквих случајева је могућа појава агресивног чувања ствари, људи, мјеста, затим хиперсексуалности и бјежања од куће.

## Здравље
Највећи проблем код америчког кокера је катаракта, глауком и ишчашење кољена. Мањи, односно рјеђи проблеми су дисплазија кукова, ектропион и ентропион ока, разне алергије, себореја и слично. У задње вријеме, ипак доста ријетко се појављује ИМХА (Immune Mediated Hemolytic Anemia), скоро увијек смртоносна, без икаквих знакова, познат под именом тихи убица.

## Историја
Први кокери су у Америку стигли заједно са првим досељеницима на броду Мејфлауер (Mayflower) 1620. године. Амерички кокер је добијен од Енглеског кокера у 19. вијеку за добављање препелица и шљука. Првобитно одвајање од енглеских кокера је било на основу величине, али је током сљедећих година разлика расла зато што су се форсирале различите особине код једне и друге расе. До 40-их година 19. вијека, амерички кокер се толико разликовао од енглеског да је 1945. године било немогуће да им се заједно суди на изложби. Послије овога, ове су двије расе раздвојене и признате са посебним стандардима. Како је ова раса одгајана за лов, још увијек посједује ловачке инстинкте, па је тако могуће видјети их као радне псе, али веома ријетко.

## Карактеристике расе

### Општи изглед
Амерички кокер шпанијел је најмањи члан у групи ловачких паса. Има снажну, компактну грађу, фино исклесану племениту главу и укупно је потпуно уравнотежен пас идеалне величине. Стоји добро усправљен на равним предњим ногама, при чему је леђна линија благо падајућа ка снажним, примерно углованим, мишићавим задњим ногама. То је пас подобан за позамашну брзину сједињену са великом издржљивошћу. Пре свега мора бити неусиљен и радостан, здрав, свеукупно добро балансиран и у кретању да показује велику склоност ка раду. У свим деловима добро балансиран пас је пожељан као неко са јаком супротношћу између добрих тачака и мана.

### Величина
Идеална висина мерено на гребену, за одраслог мужјака је 38,10 cm, а за одраслу женку 35,56 cm. Висина може варирати ±1,27 cm. Мужјаци изнад 39,37 cm и женке изнад 36,83 cm, треба да буду дисквалификовани. Мужјаке испод 36,83 cm и женке испод 34,29 cm, треба пенализовати. Висина се налази на вертикалној линији која почиње на највишем месту плећке и завршава на земљи, при природном ставу предњих ногу и паралелним дошапљима задњих ногу према средњој линији.

### Пропорције
Дужина од врха грудне кости до седне кврге је незнатно већа од дужине између највише тачке гребена и земље. Тело мора бити довољно дуго да омогућава раван и слободан корак. Пас никада не делује дуго или ниско.

### Глава
Добро пропорционална, мора бити примерена укупној слици сједињено са следећим:

#### Израз
Интелигентан, опрезан, благ и истражујући.

#### Очи
Очна јабучица је округла и пуна, поглед управљен равно напред. Не леже дубоко нити су буљаве. Боја ириса је тамнобраон, уопштено што је тамније то је боље. 

#### Уши
Режњасте, дуге, фине коже, усађене не изнад линије доњег дела ока.

#### Лобања
Заобљена али не претерано, без тенденције ка равном. Надочни лукови јасно препознатљиви. Изражен стоп. Кости испод очију добро исклесане. Без изражених образа. Њушка је широка и дубока, са равнину једнако дугим вилицама. Уравнотеженост постоји, када је растојање од стопа до врха носа једнако половини растојања од стопа до потиљне кврге.

#### Нос
Довољно велики, одговара њушци, са добро развијеним ноздрвама типичан за ловачког пса. Црн код црних, црних са палежом и црно белих, код других боја носа може бити браон, јетрена или црна, што тамнија то боља. Боја носа је у хармонији са бојом руба очних капака.

#### Усне
Горња усна је пуна и довољно дубока да прекрива доњу вилицу.

#### Зуби
Снажни и здрави, нису мали. Маказасто зубало.

### Врат
Довољно дуг и омогућава да нос лако допре до земље, мишићав и без опуштеног подгушњака. Уздиже се снажно из регије плећака и постепено конусно завршава у споју са главом.

### Горња линија
Благо падајућа ка мишићавим задњим ногама.

### Тело
Грудни кош је дубок, његова највиша тачка није виша од лактова, напред довољно широк за пространо место за срце и плућа, ипак не толико широк да омета равну акцију предњих ногу. Ребра дубока и добро заобљена. Леђа су снажна и постепено благо падајућа од плећки ка корену купираног репа, а он је усађен и ношен у нивоу горње линије леђа или незнатно изнад, никада усправно као код теријера, и никада тако ниско да указује на плашљивост. У кретању акција репа је радосна.

### Предњи део
Плећке су добро искошене и са надлактицама чине угао од око 90 степени што псу дозвољава да на лак начин има далек искорак. Плећке су јасно оцртане, косе, без истицања и тако постављене да горња тачка гребена прави угао који омогућава, далек ребарни лук. Гледано са стране и пре вертикалном ставу предњих ногу, лактови стоје вертикално ка највишој тачки лопатице. Предње ноге су паралелне, равне, снажних костију и мишићаве, присно прилежу уз тело и стоје добро испод плећке. Кратко и снажно дошапље. Заперке треба одстранити. Шапе компактне, велике, округле и чврсте са добро попуњеним јастучићима, ни унутра ни напоље окренуте.

### Задњи део
Кукови широки, сапи добро заобљене и мишићаве. Гледано од позади, задње ноге су паралелне, како у кретању, тако и у ставу. Задње ноге су снажних костију и мишићаве, са примереном углованошћу коленог зглоба и снажном, јасно ограниченом бутином. Колени зглоб је снажан и без скретања у кретању и у ставу. Скочни зглоб је знажан и добро испод постављен. Заперке треба одстранити.

### Длака
Кратка и фина на глави, на телу средње дуга са довољно подлаке за заштиту, уши, груди, стомак, задња страна ногу, добро су одлакане нешто дужом длаком, ипак не тако предугом да праве линије кокер шпанијела, буду прекривене, да не умањују кретање, или укупан изглед и његову улогу као умерено одлаканог ловачког пса. Особине длаке су веома значајне. Длака је свиласта, равна или незнатно таласаста и таквог квалитета да дозвољава лаку негу. Чупава, коврџава, или вунаста длака треба бити строго пенализована. Није пожељна употреба електричног ножа на длаци леђа. Тримовање, којим се наглашава стварна линија пса, треба тако урадити да делује природно колико је то могуће.

### Боја и ознаке

#### Црна
Једнобојно црна, укључујући црна са палежом. Црна треба да је смоласто црна. Непожељна су браон или јетрена шатирања. Нешто белог на грудима и/или на врату је дозвољено. Белина на сваком другом месту је дисквалификација.

#### Друге једнобојне осим црне
Варирају од најсветлије крем до најтамније црвене, укључујући браон и браон са палежом. Боја треба да је јединственог тона, а дозвољена је светлија боја на заставицама.
Нешто белог на грудима и/или на врату је дозвољено. Белина на сваком драгом месту води дисквалификацији

#### Вишебојни
Две или више јасних, добро једна од друге одвојених боја, једна од њих мора бити бела: црно/бела, црвено/бела (црвена може варирати од најсветлије крем до најтамније црвене), браон/бела и мешано црноо бела (сињаста) или црвено црна, укључујући сваку комбинацију ових боја са палежним ознакама. Пожељно је да палежне ознаке буду на истим местима као код црних и других једнобојних. Сињастост је уређена код вишебојних и може имати сваку боју. Треба дисквалификовати 90% или више једне основне боје.

#### Палежне ознаке
Боја палежа може се протезати од светио крем до најтамније црвене и ограничена је на 10% или мање од укупне боје. Палеж већи од 10% треба дисквалификовати. Палеж код црних или других једнобојних треба да се налази на следећим местима:
- Једна јасна палежна тачка изнад сваког ока.
- На странама њушке и на образима.
- На унутрашњим странама ушију.
- На свим шапама и/или ногама.
- Испод репа.
- На грудима слободно постављен, присутност или одсутност не треба пенализовати. Палежне ознаке које се даље налазе или недостају треба пенализовати. Палеж на њушци који се простире нагоре и спаја се такође треба кажњавати. Недостатак палежних ознака, код црних или других једнобојних на специфичном месту, код паса са палежом треба дисквалификовати.

### Кретање
Амерички кокер шпанијел иако је најмањи ловачки пас, мора поседовати типично кретање ловачког пса. Предуслов за добро кретање је уравнотеженост између предњег и задњег дела. Он „гура“ јаким, пуним снаге задњим ногама и у пределу плећки и предњих ногу тако је грађен да несметано избацује напред ноге и уравнотежава потисак. Пре свега његово кретање је координирано, пуног замаха и неуморно. Мора се кретати уз освајање простора. Претерану живахност не треба заменити са коректним кретањем.

## Савет одгајивача
Енергија: средња
Вјежбе и шетње: 60 - 80 минута, дневно.
Амерички кокер ужива у изласцима, али ће ипак бити срећнији у граду са смањеним радијусом кретања. Воле да пливају, добављају и играју се било каквих сличних игара са породицом. Не уживају пуно у играма које укључују мало више грубости, па је потребно да се обрати пажња на малу дјецу када се играју са њима.
Стрес изазван остављањем самог пса у кући: низак
Обичај да лају: средњи 
Транспорт: једноставан 
Ниво агресивности: низак
Компатибилност са другим животињама: висока
Компатибилност са дјецом: висока
Четкање и шишање: свакодневно
Око ове расе увијек има посла. Осим свакодневног четкања, потребно је често тримовати длаку. Такође је потребно их купати често како би са чистом длаком имао и минималан воњ. Посебну пажњу захтијевају њихове уши, које се морају често провјеравати, због могућих инфекција. Ово је раса којој је такође потребно и чишћење зуба!